# Разумов (лунный кратер)
Кратер Разумов (лат. Razumov) — большой древний ударный кратер в северном полушарии видимой стороны Луны. Название присвоено в честь советского учёного в области ракетной техники Владимира Васильевича Разумова (1890—1967) и утверждено Международным астрономическим союзом в 1970 г. Образование кратера относится к нектарскому периоду.

## Описание кратера
Кратер Разумов примыкает к юго-восточной части вала кратера Ландау. Другими ближайшими соседями кратера являются кратер Вегенер на севере; кратер Лакчини на востоке-северо-востоке; кратер Уинлок на востоке-юго-востоке; кратер Петропавловский частично перекрывающий южную часть вала кратера Разумов и кратер Фрост на западе-юго-западе. Селенографические координаты центра кратера 38°57′ с. ш. 114°38′ з. д. / 38,95° с. ш. 114,63° з. д., диаметр 75,1 км, глубина 2800 м.  
Кратер Разумов имеет полигональную форму и значительно разрушен. Вал сглажен и спрямлен по большей части периметра, северо-западная часть вала перекрыта небольшим кратером. Внутренний склон сравнительно широкий, со следами террасовидной структуры. Высота вала над окружающей местностью достигает 1290 м, объем кратера составляет приблизительно 4400 км³.  Дно чаши сравнительно ровное, в западной и южной части чаши находятся несколько чашеобразных кратеров различного размера.

## Сателлитные кратеры
| Разумов | Координаты                                             | Диаметр, км |
| ------- | ------------------------------------------------------ | ----------- |
| C       | 40°30′ с. ш. 112°49′ з. д. / 40,5° с. ш. 112,81° з. д. | 47,6        |

## См.также
- Список кратеров на Луне
- Лунный кратер
- Морфологический каталог кратеров Луны
- Планетная номенклатура
- Селенография
- Минералогия Луны
- Геология Луны
- Поздняя тяжёлая бомбардировка